# Eric Merk
Eric Merk (9 marzo 1964) è un ex calciatore ed ex giocatore di calcio a 5 olandese.

## Carriera
Come massimo riconoscimento in carriera vanta la partecipazione con la Nazionale di calcio a 5 dei Paesi Bassi al Mondiale 1992 nel quale gli orange sono giunti al secondo turno, esclusi dalle semifinali al termine del girone con Argentina, Brasile e Stati Uniti.